# Штеклін
Штеклін (пол. Szteklin) — село в Польщі, у гміні Любіхово Староґардського повіту Поморського воєводства.
Населення — 170 осіб (2011).
У 1975-1998 роках село належало до Гданського воєводства.

## Демографія
Демографічна структура станом на 31 березня 2011 року:
|          | Загалом | Допрацездатний вік | Працездатний вік | Постпрацездатний вік |
| -------- | ------- | ------------------ | ---------------- | -------------------- |
| Чоловіки | 96      | 18                 | 73               | 5                    |
| Жінки    | 74      | 11                 | 51               | 12                   |
| Разом    | 170     | 29                 | 124              | 17                   |